# イングリング (ビール)
D・G・イングリング&サン (D. G. Yuengling & Son) は、1829年に創業した、アメリカ合衆国において最も歴史が長いブルワリー（ビール醸造所）。生産量においても、合衆国有数の大規模なブルワリーのひとつである。イングリングは、2018年時点で、生産量において、合衆国最大のクラフトビールであり、また大手を合わせても第6位のブルワリーであり、さらに最大規模の純粋アメリカ資本のビール会社であった。本社は、ペンシルベニア州ポッツビルにある。2015年現在、イングリングは、ペンシルベニア州の2ヵ所の施設とフロリダ州タンパのブルワリーを運営しており、合わせて年間290万バレルを生産している。
「Yuengling」は、[ˈjɪŋlɪŋ] ( 音声ファイル) YING-ling と発音されるが、これは創業者の姓で、ドイツ語で「若者」を意味する「Jüngling」の綴りを英語風に直したものである。日本語では、「イエングリング」と表記されることもある。
家族所有のブルワリーであり、所有権は先代所有者の子孫が、会社の経営権をそのつど買い取る形で代々継承されてきた。イングリング・トラディショナル・ラガー (Yuengling Traditional Lager) はアンバーラガーであるが、ペンシルベニア州やデラウェア・バレー地域（サウス・ジャージー地域を含む）では人気が極めて高く、単に「ラガー」と注文するとこれが出てくるほどである。

## 歴史

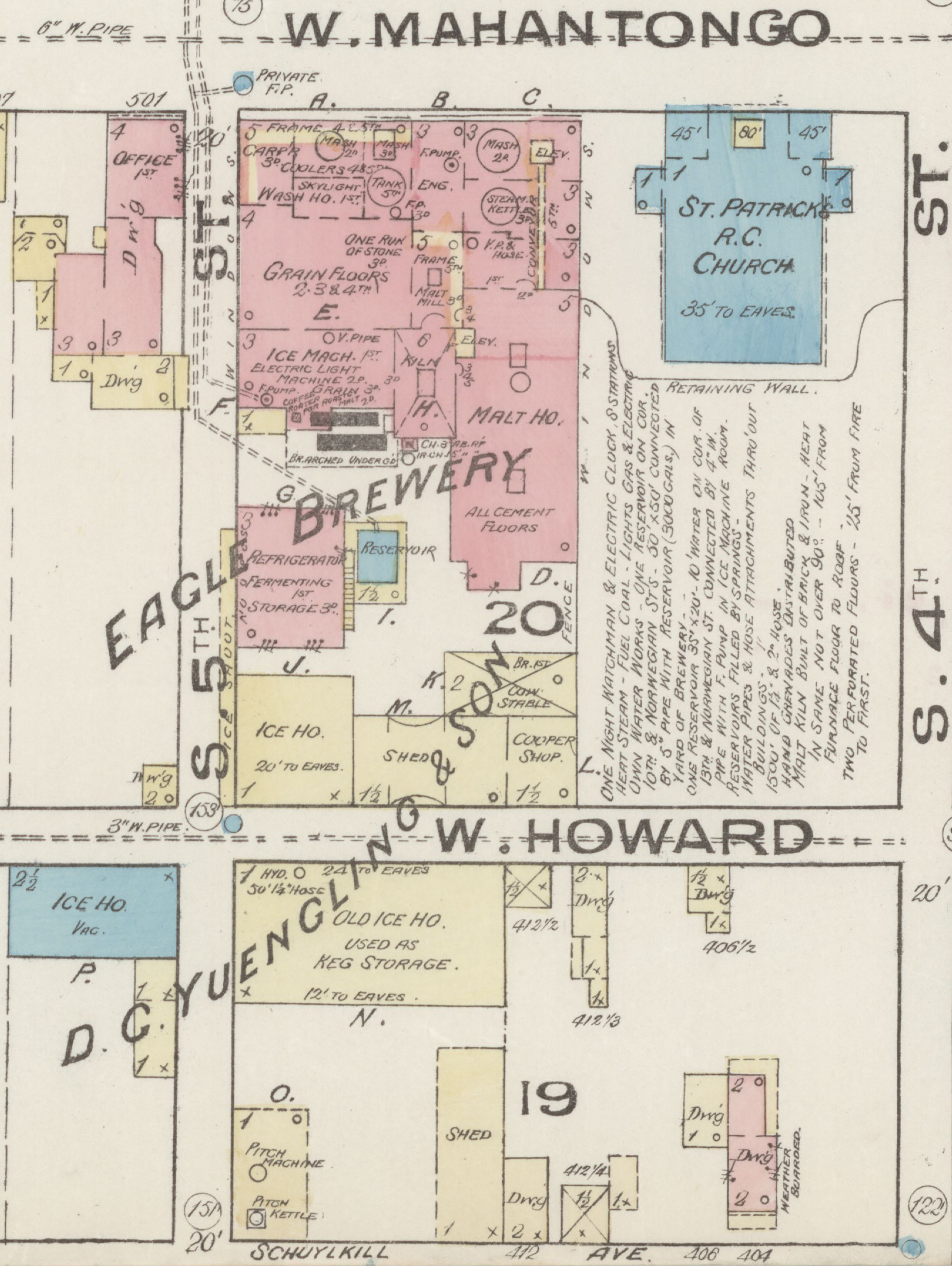
1885年のサンボーン火災保険地図に描かれたD・G・イングリング&サン・イーグル醸造所。

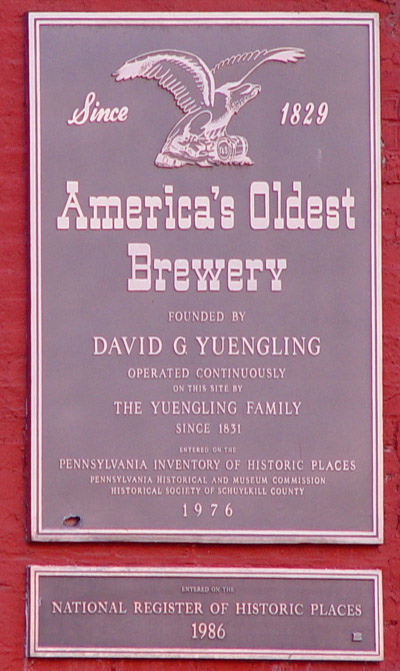
醸造所の外壁に埋め込まれたプラーク。

ドイツ人の醸造家であったダヴィド・ゴットロプ・イングリング（1808年 – 1877年）は、当時のヴュルテンベルク王国シュトゥットガルトのアルディンゲン（Aldingen、後のRemseck am Neckar）から、1828年にアメリカ合衆国へ移民した。彼は自分の名を英語風に改め、「Jüngling」を「Yuengling」とし、1829年からポッツビルのセンター通りに「イーグル醸造所 (Eagle Brewery)」を創業した。彼の長男であるデイヴィッド・ジュニアは、イーグル醸造所を離れ、バージニア州リッチモンドのジェームズ川沿いに自身の醸造所であるジェームズ・リバー・ストリーム醸造所 (James River Steam Brewery) を創業した。 当初の醸造所は、1831年に火災で焼け落ち、会社は場所を移して西マハントンゴ通りと5番通りの交差する現在地に移転した。イーグル醸造所は、1873年にフレデリック・イングリングが経営に参加したのを機に、その名をD・G・イングリング・アンド・サンと改称した。社名は変更されたがハクトウワシのエンブレムは、そのまま残された。19世紀末には、ニューヨークのサラトガ・スプリングズや、カナダのブリティッシュコロンビア州トレイルにも醸造所が設けられたが、いずれも後にはポッツビルの工場に統合された。
フレデリック・イングリングが死去した後、1899年からはフランク・D・イングリングが会社の経営に当たることとなった。禁酒法時代には、ビールに近い「ニア・ビール (near beer)」（アルコール分0.5%の飲料）である「イングリング・スペシャル (Yuengling Special)」、「イングリング・ポル＝トル (Yuengling Por-Tor)」、「イングリング・ジュヴォ (Yuengling Juvo) などを製造して生き延びた。同社はまた、アイスクリームを製造する酪農場も経営し、フィラデルフィアとボルチモアとニューヨークでダンスホールも営業していた。1933年、全国の醸造業者や不満を抱えていたビール愛好家たちの運動によって禁酒法が打破されると、イングリングは象徴的に「ウィナー・ビール (Winner Beer)」（「勝者のビール」の意）を出荷して禁酒法の撤回を祝し、さらにトラックいっぱいのビールの積荷をホワイトハウスに送り届け、フランクリン・ルーズベルト大統領への感謝を表した。フランク・D・イングリングが1963年に死去すると、息子であるリチャード・L・イングリング・シニア (Richard L. Yuengling Sr.) とF・ドールマン・イングリング (F. Dohrman Yuengling) が事業を継承した。
イングリングは、合衆国建国200年を契機に歴史的なものへの関心が高まったことから、売り上げが増加した。イングリングは、1977年にペンシルベニア州マウント・カーボンで地名をそのままブランドとしたバイエルン風のプレミアム・ビールを生産していたマウント・カーボン醸造所が廃業した際に、商品名とレーベルの使用権を買い上げた。イングリングは、当初はマウント・カーボンでの生産を継続したが、結局のところ醸造所は閉鎖された。一方、酪農事業は、1985年まで存続した。
1985年、リチャード・イングリング・ジュニアが第5世代の社長となり、同年にはペンシルベニア州の醸造所が合衆国最古の醸造所としてアメリカ合衆国国家歴史登録財となった。同所はペンシルベニア州の指定史跡（the Pennsylvania Inventory of Historic Places）にもなっているが、それがいつのことだったかははっきりしていない（会社のウェブサイトでは曖昧に1976年に国家と州から施設に指定されたとだけ述べられている）。イングリングは、1995年以降、ビールを含む様々な商品について登録商標となっている。ボッツビルの醸造所は、ヒストリー・チャンネルが制作した『American Eats』の番組でも取り上げられたことがある。
1987年、イングリングは、よりヘビーなスタイルのビールに人気が出て来たことを受けて、何十年間も製造していなかったアンバーラガーの醸造を再開した。以降、イングリング・ラガーは旗艦ブランドとなり、売上の8割を占め、会社の急成長を支えた。1990年の時点で、売上は年間 138,000 バレルに達した。当時のイングリングは、合衆国における最大のポーターの醸造所であった。
1990年代はじめには、デラウェア・バレー地域やペンシルベニア州、ニュージャージー州、デラウェア州を通して需要が高まり、既存の醸造所の施設では生産能力が足りなくなった。1999年、イングリングは、ストロー・ブルワリー・カンパニーからフロリダ州タンパの工場を買収して製造能力を増強したが、その際、ストローの従業員を雇用したため、初めて労働組合との交渉をおこなうようになった。2000年には、第3の工場を、ポッツビルにも近いペンシルベニア州スクーカル郡ポート・カーボンに建設した。ポート・カーボン、タンパ、発祥地のポッツビルの工場を擁することで、イングリングは東海岸全域に販路を広げた。
2006年、イングリングの従業員たちは、労働組合解散の手続き (union decertification) をとった。このためイングリングは2006年6月に、フィラデルフィアのトラック運転手組合である Teamsters Local 830 of Philadelphia との契約を更新しなかった。この動きに対して、組合側はイングリング製品のボイコットを呼びかけるようになった。
2017年の時点で、さほど高価ではないビールとしてイングリングが人気を博している地域は、北はニューヨーク州、西はイリノイ州やケンタッキー州、南はジョージア州に及んでいる。タンパの醸造所は、フロリダ州のメキシコ湾岸地域、フロリダキーズ諸島、セントラル・フロリダ、ノース・フロリダ、フロリダ・パンハンドル地域をはじめ、アラバマ州やテネシー州にも出荷している。イングリングは、ミネソタ州のトウモロコシとワシントン州のホップを製品の原料として用いている。イングリングのビールは、いったん撤退していたマサチューセッツ州での販売を2014年3月3日から再開したが、それに先立ち2月からバーやレストランへの供給を始めていた。
イングリングは、ジョージア州への供給を2008年10月27日に開始した。同様に、2009年5月にはウエストバージニア州、2011年10月にはオハイオ州、2014年6月にはロードアイランド州、2014年9月にはコネチカット州、2016年8月にはルイジアナ州、2017年3月にはインディアナ州へ、それぞれ販路を拡大した。2017年12月、かねてからソーシャルメディアでケンタッキー州かミシガン州かテキサス州のいずれかに進出することを示唆していたイングリングは、2018年1月にアーカンソー州に販路を拡大すると発表した。アーカンソー州に先を越されたケンタッキー州でも、2018年3月6日からイングリングがドラフト（生ビール）として提供されることとなり、]3月19日からテイクアウト用にでも販売されることになった。
イングリングのオーナーであるディック・イングリングは、2013年8月26日にペンシルベニア州ハリスバーグで演説した。その際、彼は反労働組合の信念を明確に述べ、ペンシルベニア州が労働権法を採用することを求め、共和党のトム・コーベット知事を賞賛した。
2013年10月26日、タンパの醸造所で火災が発生した。被害の程度は公表されていない。

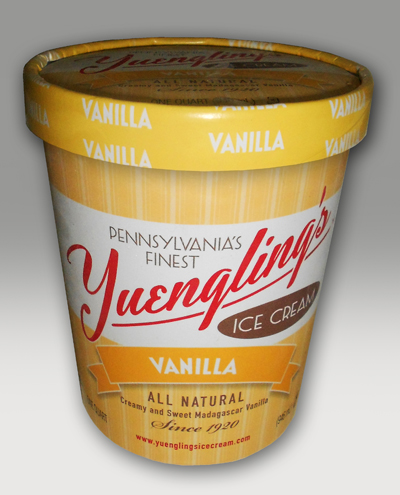
イングリングのバニラ・アイスクリームのクォート容器。

2014年2月、30年近く市場から撤退していたイングリングのアイスクリームが復活した。これを製造しているのは、イングリング家の一員であり、ディック・イングリングのいとこで、ダヴィド・ゴットロプ・イングリングの直系の子孫であるデヴィッド・イングリング (David Yuengling) である。アイスクリームを製造している会社は、法的には醸造所とは別個であるが、これは、1935年以降の体制と同じである。
2016年10月、大統領候補だったドナルド・トランプへの支持を表明したディック・イングリングの発言は、イングリング製品へのボイコットの動きを招いた。
ディック・イングリングは、将来、会社の株式の少なくとも51%を、娘たちのうち現在同社の役員を務めている2人、ジェニファー (Jennifer) とウェンディ (Wendy) のいずれかに譲渡するとしており、当人たちにはどちらが引き継ぐかは既に告げてあるとされるが、どちらであるかは公開されていない。2019年の報道によれば、やはり同社で働いているイングリングの他の2人の娘たち、デビー (Debbie) とシェリル (Sheryl) も「譲渡の順番の列に並んでいる」とされている。
2019年10月、イングリングは、ハーシーズと共同で、イングリング・ハーシーズ・チョコレート・ポーター (Yuengling Hershey's Chocolate Porter) と称した、限定商品を販売した。これはイングリングの190年の歴史において、初めて他社と共同生産したビールであった。
2021年、イングリングは、モルソン・クアーズと組んで、テキサス州フォートワースのモルソン・クアーズの施設で醸造した製品を用いてテキサス州へ販路拡大すると公表した。

## 製品

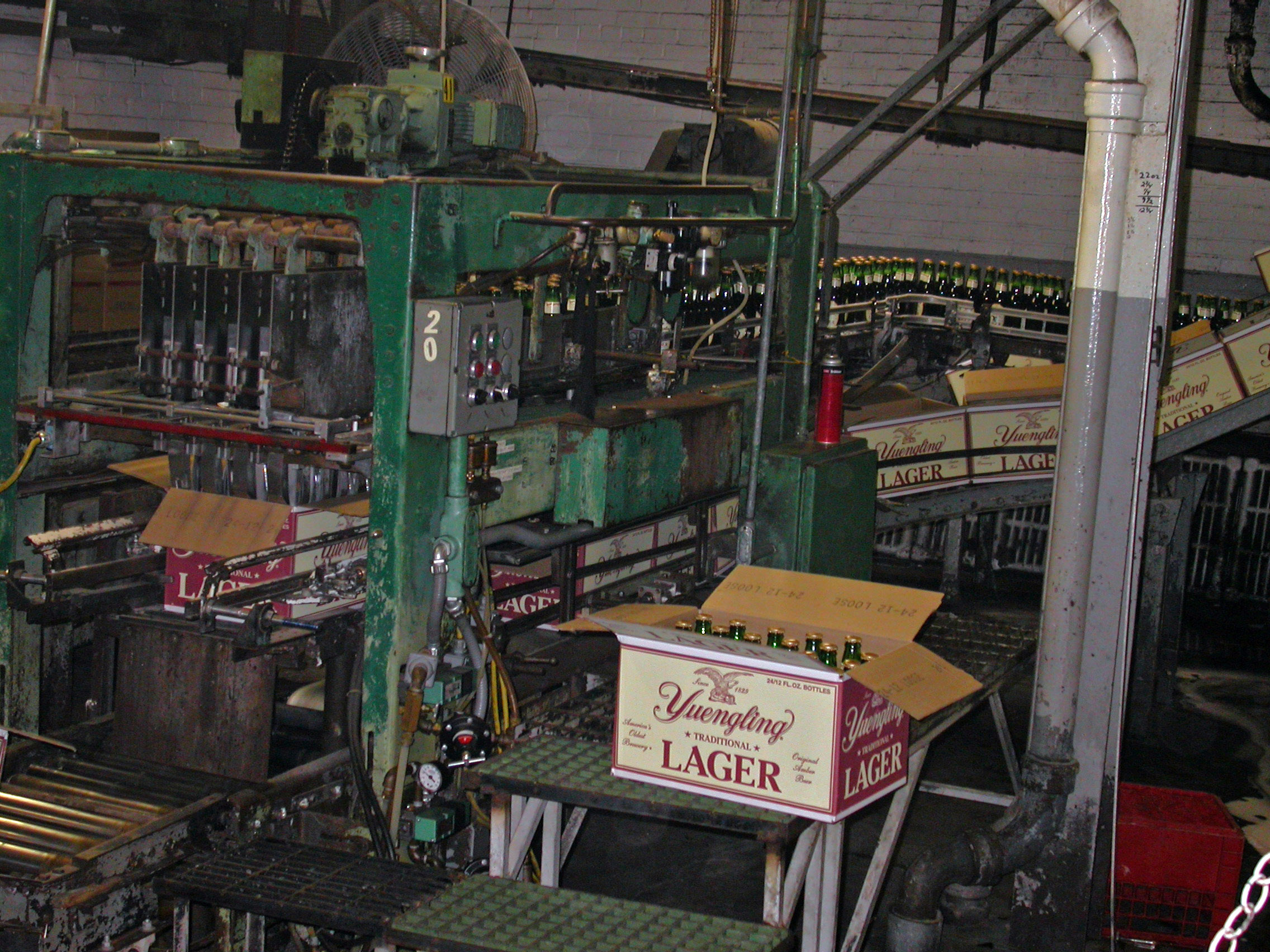
醸造所で箱詰めされるビール瓶。

- トラディショナル・ラガー (Traditional Lager)[40]

禁酒法時代より前に一般的だったアンバーラガー (amber lager) のスタイルで、プレ・プロヒビション・ラガー (pre-Prohibition lager) とも呼ばれるもので、1987年に導入された製品で、長らくイングリングの醸造長 (brewmaster) を務めたN・レイ・ノーバート (N. Ray Norbert) が開発したもの。発売後、この製品はイングリングを代表する旗艦ビールとなり、ペンシルベニア州やニュージャージー州、デラウェア州の各地では、単に「ラガー」と注文するとこれが出てくるほどである。このビールは、通常は緑色の瓶に目立つ文字で「LAGER」と記したラベルが貼られて販売されているが、他にも缶ビールや、茶色い1クォート瓶、24オンス缶でも供給されている。かつては「ボンバー (bomber)」と通称された22オンス瓶でも供給されていたが、代わって大型の缶が「キャノン (cannon)」と称されるようになった。イングリング・ラガーは、アルコール度数 4.4%である。
- ライト・ラガー (Light Lager)[43]

トラディショナル・ラガーの低カロリー版。
- イングリング・プレミアム・ビール (Yuengling Premium Beer)[44] This was Yuengling's flagship brand prior to the introduction of Traditional Lager.[45]（2020年現在、ペンシルベニア州限定で流通。）

標準的なアメリカ風のピルスナー。
- イングリング・プレミアム・ライト・ビール (Yuengling Premium Light Beer)[46]

プレミアム・ビールの低カロリー版。
- オリジナル・ブラック&タン (Original Black & Tan)[47]

このブラック・アンド・タンは、イングリング・プレミアム・ビール (40%) とダーク・ブルード・ポーター (60%) を配合したもの。1986年に導入された。
- ダーク・ブルード・ポーター (Dark-Brewed Porter)[49]

非常に濃いコーラ色のバルチック・ポーターで、グラスに注ぐとほとんど黒色に、淡いタンの茶色が上部に載っているように見え、強い麦芽（モルト）の香りがする。ポーターは1700年代はじめにイングランドで発祥し、植民地時代のアメリカで人気を博し、その生産はペンシルベニアに集中していた。イングリングのようなドイツ系の醸造家たちがアメリカで醸造を始めた時、ポーターの人気から、彼らもポーターを提供し始めた。1970年代にクラフト・ビール革命が始まる以前には、イギリス系の醸造形はポーターの製造をやめており、アメリカ合衆国で恒常的にポーターを醸造し続けていたのは、イングリングと、ステッグマイヤー（Stegmaier：ライオン・ブルワリー・インクのブランド）、ナラガンセットだけであった。このため、これらの醸造所のおかげで、ポーターの伝統は生き長らえたとされている。一般的なポーターでは伝統的に上面発酵させるエールの酵母を用いるが、イングリングのポーターは下面発酵を用いており、この方法を用いる業者は稀である。1800年代以来、この製品は「ポッツビル・ポーター ("Pottsville Porter") として知られている。
- ロード・チェスターフィールド・エール (Lord Chesterfield Ale)[51]

第4代チェスターフィールド伯爵フィリップ・スタンホープに因んで名付けられたこのビールは、イングリング製品の中でも最もホップの香り高いものである。イングリングは、1800年代にエールを製造していたが、ロード・チェスターフィールド・エールが導入されたのは、1934年のことであり、当時は、カナダ風のエールと説明されていた。元々は、木製のタンクで上面発酵させていたが、イングリングは1960年代にこれを、味や特徴に変化を生じさせることなく、下面発酵に変更した。トラディショナル・ラガー同様、このビールは通常は緑色の瓶で販売され（缶ビールもある）、トウモロコシが原料に入っているところが特徴となっている。発泡性が高く、グラスに注ぐと大量の、しかし長持ちしない泡が表面にできる。2007年の時点で、ロード・チェスターフィールド・エールはケグでは販売されなくなった。しかし、2008年10月から1/4ケグが、再び市場に出回るようになった。
- ゴールデン・ピルスナー (Golden Pilsner)[55]

2018年に導入されたゴールデン・ピルスナーは、17年ぶりに発表された通年提供されるビールである。ペールエール用の麦芽に特別な麦芽を加え、ハレルタウ (Hallertau) とザーツのホップを用いたこのビールは、アルコール度数 4.7%、135カロリーである。当初は、4月1日から一部の市場に限定して出荷されたが、最終的にはおよそ22州にイングリングの販路を開くことになった。
- イングリング・オクトーバーフェスト (Yuengling Oktoberfest)[57]

2011年から、オクトーバーフェストの時期に合わせて生産されている  現時点では、唯一の季節生産のビールである。
- フライト・バイ・イングリング (FLIGHT by Yuengling)[60]

2020年に導入されたフライト・バイ・イングリングは、醸造所が「次世代のライト・ビール (next generation of light beer)」と位置付けているものである。炭水化物 2.6グラム、95カロリー、アルコール度数 4.2% のこのビールは、爽やかで飲みやすくなるよう醸造されている。2020年3月からは、イングリングが販路を持つ22州で瓶詰めで（一部はタップでも）提供されることになるとされた。

### 生産が終了した製品
- イングリング・ボック (Yuengling Bock)[62]

1970年代を最後に生産が中止されていたものを、2009年2月に再導入したボック・ビール。イングリングによると、生ビールとしてだけ、春季に限定して販売されたビールである。人気の出たイングリング・ボックは、2010年1月からケグでもケースでも販売されるようになった。しかしボック・ビールは、売上目標に達しなかったとして、2015年はじめに生産中止となった。
- サマー・ウィート (Summer Wheat)

2014年、イングリングは、サマー・ウィート (Summer Wheat) のビールを導入した。アルコール度数は 4.5% で、通常よりもホップを減らしていた。このビールは「南部風の本物のバイエルン・スタイルの小麦のビール (a southern true authentic Bavarian-style wheat beer)」とされていた。サマー・ウィートは、2017年にイングリングIPLともども生産中止となり、入れ替わりでゴールデン・ピルスナーが導入されたが、これは「コア・ブランド重視を進めるビジネス戦略の一環 (part of a business strategy to focus more on the core brands)」とされた。
- イングリングIPL (Yuengling IPL)[68]

このアルコール度数 5% のインディア・ペールエールは、色鮮やかで、ブラボー、ベルマ、カスケード、シトラ (Citra) などのホップを、バランスのとれたラガーの配合で使っていた。IPL は、2015年に初めて醸造され、サマー・ウィートとともに2017年に生産中止となった。
- オールド・ジャーマン (Old German)

1978年当時の説明では、イングリング・プレミアムよりも色が濃く、深みのある黄色に近い金色で焦げたポテトのような風味、切れ味の鋭いホップの味、苦味のある後味が特徴とされていた。このビールは、イングリング・プレミアムより安価に設定されていた。
- ハーフ&ハーフ (Half & Half)

レディングス・ノースイースト・タップルーム (Reading's Northeast Taproom) から始まった飲み方で、ダーク・ブルード・ポーターとロード・チェスターフィールド・エールを 50/50 でブレンドしたもの。この地元のバーは、イングリングに、あらかじめ生ビールをブレンドして売って欲しいと要求し、正式に「ハーフ&ハーフ」が生まれた。このビールは、1986年にオリジナル・ブラック&タンに置き換えられて、生産中止となった。